# Herbert Böcher

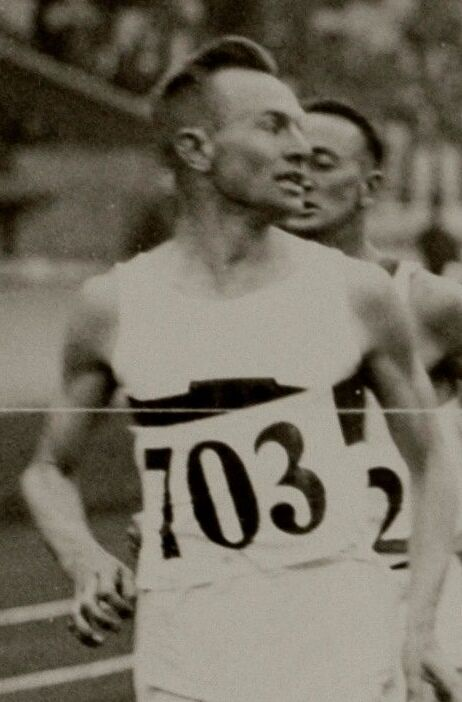
Herbert Böcher (1928)

Herbert Böcher (Herbert Oskar Böcher; * 22. Februar 1903 in Siegen; † 14. Januar 1983 in Koppl-Habach) war ein deutscher Mittelstreckenläufer.
Bei den Olympischen Spielen 1928 in Amsterdam erreichte er über 1500 Meter das Finale, trat aber wegen einer Verletzung nicht an.
1926 und 1927 wurde er Deutscher Meister übr 800 Meter. Dreimal wurde er Deutscher Meister in der 4-mal-1500-Meter-Staffel (1927 und 1928 mit dem SC Teutonia 99 Berlin, 1929 mit dem SC Charlottenburg) und zweimal Deutscher Meister in der 4-mal-400-Meter-Staffel (1928 mit dem SC Teutonia 99 Berlin, 1929 mit dem SC Charlottenburg).

## Persönliche Bestzeiten
- 800 m: 1:52,8 min, 7. August 1928, Köln
- 1500 m: 3:55,0 min, 7. Oktober 1928, Berlin
- 1 Meile: 4:17,8 min, 3. Juli 1926, London